# Jiří Novotný
Jiří Novotný, född 12 augusti 1983 i Pelhřimov, Tjeckoslovakien, är en tjeckisk professionell ishockeyspelare som spelat i NHL och KHL samt vunnit världsmästerskapet i ishockey för herrar 2010. Han spelar nu i Lokomotiv Jaroslavl.

## Karriär
Novotný draftades av Buffalo Sabres i NHL draften 2001 som nummer tjugotvå totalt. Novotný spelade två säsonger med HC České Budějovice i den tjeckiska ligan, Extraliga, innan han flyttade för spel med Rochester Amireicans i American Hockey League, AHL. Den 12 januari 2006 spelade Jiří Novotný sin första NHL-match med Sabres i en match mot Phoenix Coyotes.
Efter säsong 2006/2007 och spel med Washington Capitals blev Novotný en så kallad free agent och skrev kontrakt med Columbus Blue Jackets där han blev kvar i två säsonger.
Inför säsongen 2009/2010 flyttade Jiří Novotný vidare för spel i KHL med Atlant Mytisjtji. Följande säsonger spelade han med Barys Astana innan han 2012/2013 skrev på för spel med HK Lev Praha i KHL.

## Internationellt
Jiří Novotný spelade för Tjeckien i följande mästerskap:
- VM 2007 – Sjua
- VM 2008 – Femma
- VM 2010 – Guld
- VM 2011 – Brons
- VM 2012 – Brons

Jiří Novotný är uttagen för spel i OS 2014.

## Källa
1. 1 2 3 4  ”Jiri Novotny”. Eliteprospects. http://www.eliteprospects.com/player.php?player=8675. Läst 18 februari 2014.